# Laussedat Heights
Laussedat Heights är en kulle i Antarktis. Den ligger i Västantarktis. Argentina, Chile och Storbritannien gör anspråk på området. Toppen på Laussedat Heights är 1 022 meter över havet.
Terrängen runt Laussedat Heights är bergig åt sydost, men åt nordväst är den kuperad. Trakten är glest befolkad. Närmaste befolkade plats är Gonzalez Videla Station, 17,9 kilometer väster om Laussedat Heights. 